# Desmognathus auriculatus
Desmognathus auriculatus is een salamander uit de familie longloze salamanders (Plethodontidae). De soort werd voor het eerst wetenschappelijk beschreven door John Edwards Holbrook in 1838. Oorspronkelijk werd de wetenschappelijke naam Salamandra auriculata gebruikt.

## Uiterlijke kenmerken
De salamander heeft een bruine tot zwarte kleur, met vage lichtere vlekken op de flanken, op het midden van de rug wijkt de kleur iets af en is meestal donkerder. De staart is zijdelings afgeplat en de bovenzijde is oranjebruin gekleurd, de buik is donkerbruin en heeft lichtere witte tot witgele vlekjes. De soort lijkt sterk op de bruine beeksalamander (Desmognathus fuscus), maar heeft een lichtere kleur buik en minder opvallende vlekjes.

## Algemeen
Desmognathus auriculatus wordt 8 tot 16 centimeter lang en komt voor in het zuidoostelijke deel van de Verenigde Staten. De habitat bestaat uit vochtige streken bij stilstaande wateren, liefst met veel rottend organisch materiaal. Het vrouwtje zet de ongeveer 10 tot 20 eitjes af vlak bij het water, onder mos of rottende planten, en blijft deze bewaken tot ze uitkomen.